# Valverde de Burguillos (kommun)
Valverde de Burguillos är en kommun i Spanien.   Den ligger i provinsen Provincia de Badajoz och regionen Extremadura, i den sydvästra delen av landet, 300 km sydväst om huvudstaden Madrid. Antalet invånare är 309. Arean är 19,0 kvadratkilometer.
Terrängen i Valverde de Burguillos är platt.